# Mikel Bengoetxea
Mikel Bengoetxea, conocido como Bengoetxea IV (Ezcurra, Navarra, 7 de septiembre de 1955) es un expelotari español de pelota mano, que jugó en la posición de delantero. Afincado desde su infancia en Leiza (Navarra). Su hermano Juan Mari Bengoetxea también fue pelotari profesional conocido como Bengoetxea III.
En su paso por el campo profesional destacan sus victorias en los campeonatos de parejas en las ediciones de los años 1983 y 1984, formando pareja con Maíz II.

## Finales mano parejas
| Año     | Campeones               | Subcampeones                | Tanteo | Frontón |
| ------- | ----------------------- | --------------------------- | ------ | ------- |
| 1982-83 | Bengoetxea IV - Maíz II | García Ariño IV - Gorostiza | 22-11  | Anoeta  |
| 1983-84 | Bengoetxea IV - Maíz II | Oreja III - Aldeazabal II   | 22-18  | Anoeta  |